# (16516) Ефремлевитан
(16516) Ефремлевитан (лат. Efremlevitan) — типичный астероид главного пояса, открыт 15 ноября 1990 года советским астрономом Людмилой Черных в Крымской астрофизической обсерватории и 7 июня 2009 года назван в честь советского и российского астронома, писателя и педагога Ефрема Левитана.

## Обнаружение и именование
(16516) Ефремлевитан
Открыт 15 ноября 1990 года в Крымской астрофизической обсерватории Л. И. Черных.
Ефрем Павлович Левитан (р. 1934) — широко известный российский педагог, учёный, писатель, журналист, заместитель главного редактора журнала "Земля и Вселенная". В течение 55 лет он популяризировал астрономию в книгах, статьях и лекциях.
Оригинальный текст (англ.)16516 Efremlevitan
Discovered 1990 Nov. 15 by L. I. Chernykh at the Crimean Astrophysical Observatory.
Efrem Pavlovich Levitan (b. 1934) is a widely known Russian teacher, scientist, writer, journalist and the deputy editor-in-chief of the magazine The Earth and the Universe. For 55 years he has popularized astronomy in books, papers and lectures.
Источники: 20090607/MPCPages.arc; M.P.C. 66242.

## Орбита

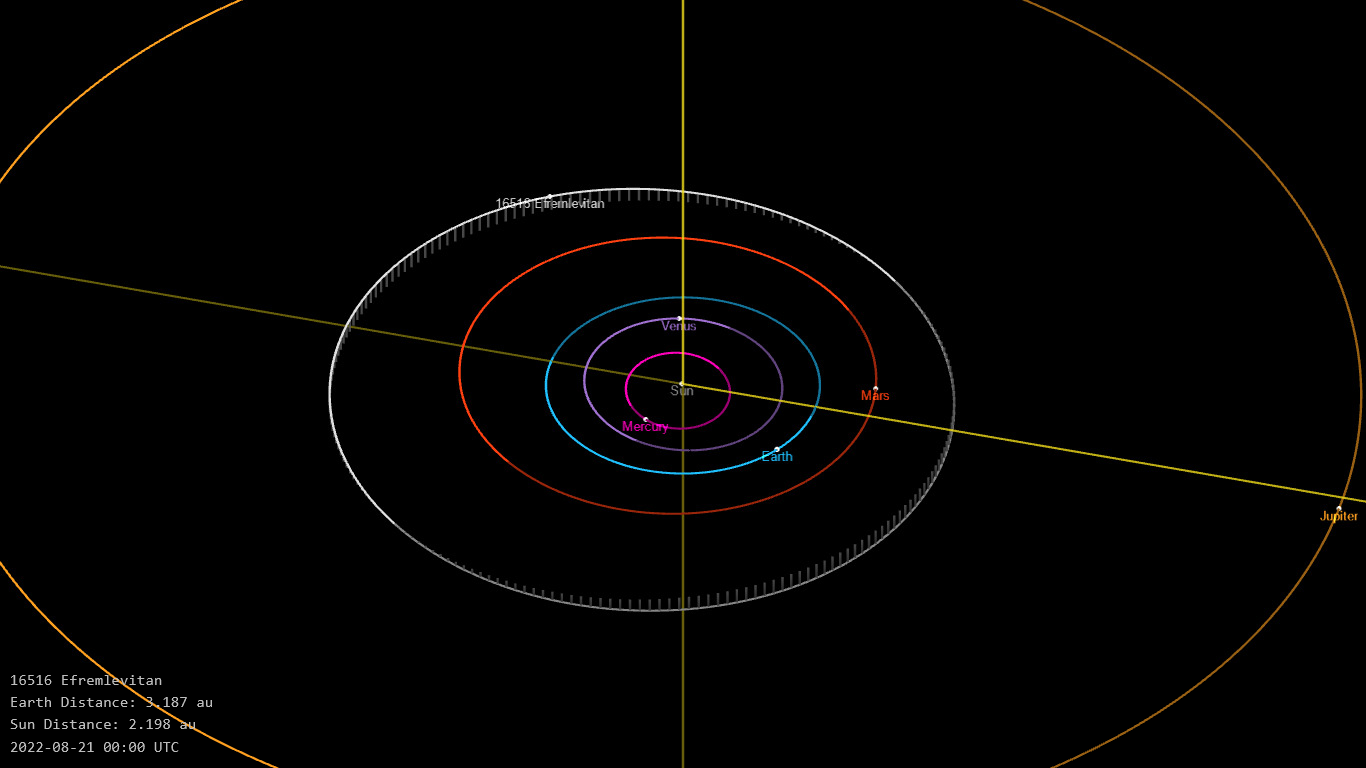
Орбита астероида Ефремлевитан и его положение в Солнечной системе

## Физические характеристики
Из наблюдений телескопа VISTA следует, что астероид относится к таксономическому классу U.
По результатам наблюдений в видимом и ближнем инфракрасном диапазоне космического телескопа NEOWISE диаметр астероида оценивался равным 6,398±0,230 км, 4,45±1,19 км, 4,65±1,09 км, 4,09±0,91 км и 4,99±1,78 км. Согласно тем же источникам альбедо оценивается как 0,0822±0,0131, 0,11±0,09, 0,08±0,07, 0,082±0,013, 0,127±0,084 и 0,085±0,072.